# 白人酋長
『白人酋長』（はくじんしゅうちょう、原題：His Majesty O'Keefe）は、1954年に公開されたアメリカ合衆国の映画。1952年発表の小説に基づいている。監督はバイロン・ハスキン。出演はバート・ランカスターなど。

## キャスト
※括弧内は日本語吹替（初回放送1968年11月21日『木曜洋画劇場』）
- オキーフ船長：バート・ランカスター（小林清志）
- ダラボ：ジョーン・ライス
- アルフレッド・テテンズ：アンドレ・モレル